# 캐슬바니아: 녹턴
《캐슬바니아: 녹턴》(Castlevania: Nocturne)는 클라이브 브래들리가 각본을 쓰고 케빈 콜데가 제작한 다크 판타지 성인 애니메이션이다. 2017년 방영된 《캐슬바니아》의 독립성 후속작으로 코나미가 제작한 동명의 비디오 게임 시리즈에 기반하며 《캐슬바니아: 피의 론도 (1993)》와 《캐슬바니아: 밤의 교향곡 (1997)》에 기반했다. 프랑스 혁명이 일어난 1792년이 배경이다.
시즌 1은 2023년 8월 28일 8화로 넷플릭스에서 공개됐다.

## 출시
《캐슬바니아: 녹턴》는 2023년 9월 28일 넷플릭스에서 방영됐다. 첫 3화는 하루 전 넷플릭스 가상현실 행사 "DROP 01"에서 선공개됐다.